# رامبيل ستيلتسكين
رامبيل ستيلتسكين أو جُعَيْدان هو شخصية خيالية ظهرت في ألمانيا، وكان يسمى بالألمانية (Rumpelstilzchen) قصته جمعها الإخوان غريم في طبعتهما (الأطفال والحكايات المنزلية)، ثم ظهر في طبعات أخرى.

## القصة
كان هناك طحان أراد أن يجعل نفسه مهماً، فكذب على الملك وأخبره أن ابنته تستطيع تحويل القش إلى ذهب. فنادى الملك ابنة الطحان وحبسها في غرفة معزولة في برج مع بعض القش ودولاب غزل، وأمرها بتحويل القش إلى ذهب، وإن لم تفعل سيقطع رأسها (وفي رواية أخرى تقول أنه هددها بالحبس الأبدي). حزنت الفتاة ويأست من حالها حتى ظهر فجأة مخلوقاً غريباً يبدو كالقزم، وحوّل كل القش إلى ذهب مقابل قلادتها.
في الصباح التالي وجد الملك القش ذهباً، فنقلها إلى غرفة أوسع وملأها قشاً طمعاً في مزيد من الذهب، فظهر القزم مرة أخرى، وجعل القش ذهب مقابل خاتمها. وفي اليوم الثالث أُخذت إلى غرفة أوسع، وأخبرها الملك أنه سيتزوجها إذا استطاعت ملأ الغرفة بالذهب، وأنه سيقتلها إن لم تستطع، ولم تكن تملك شيئاً لتعطيه للقزم بدل تحويله للقش. وعندما ظهر أخبرته بذلك فقال أنه سيحوّل القش إلى الذهب لكن بشرط أن تعطيه مولودها الأول، فوافقت خوفاً من الموت. ووفى الملك بوعده وتزوجها، ولم تلبث كثيراً حتي ولدت طفلها الأول، فأتى القزم وقال لها «هيا، أعطيني طفلك كما وعدتيني»، فحاولت أن تعطيه كل ثروتها حتى تبقي طفلها معها، وترجته أن يبقى ابنها معها، فقبل بشرط أن تستطيع تخمين اسمه في غضون ثلاثة أيام. حاولت كثيراً في أول يومين، ولكن في ليلة آخر يوم أتى رسول إليها وأخبرها أنه قد مر من الجبل الذي يسكنه ذلك القزم، وسمعه يغني «غداً، غداً، غداً، سأذهب لبيت الملك، لا أحد يعرف اسمي.. أنا رامبيل ستيلتسكين». في اليوم الثالث أتى ليسمع ما فكرت به، فإذا بها تقول «رامبيل ستيلتسكين» فاندهش القزم، وعاد إلي بيته غاضباً، ولم يظهر مجدداً.